# Karlshus
Karlshus är en tätort som utgör centralort i Råde kommun i Østfold fylke i sydöstra Norge, 